# Namagashi
Namagashi (生菓子?) son un tipo de wagashi, que es un término general para refrigerios utilizados en la ceremonia del té japonesa. El namagashi puede contener jaleas de frutas, kanten (agar agar),  dulce de judías tanto Anko 餡子, de porotos rojos, como shiro-an (白あん) de porotos blancos.

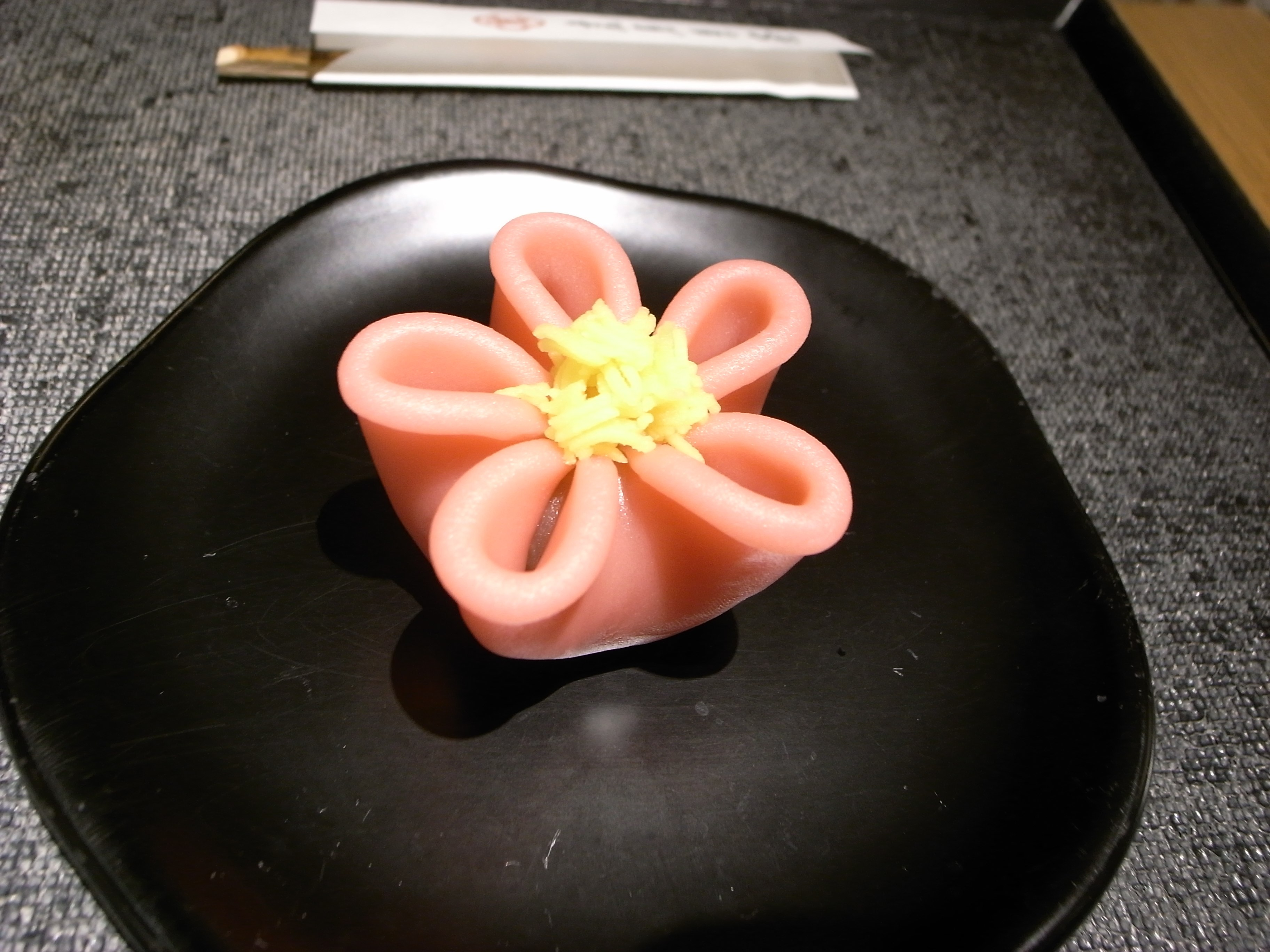

Están bellamente diseñados en detalle con motivos naturales y de estación como hojas y flores para reflejar varios temas de la naturaleza de las estaciones japonesas, los namagashis suelen hacerse en el día y tener 30% más de humedad que otros wagashi.
Están hechos de ingredientes naturales y rara vez contienen aditivos. 